# Тіллабері
Тіллабері (фр. Tillabéri) — місто в Нігері, адміністративний центр однойменних регіону і департаменту. Обслуговується аеропортом Тіллабері. Місто є центром виробництва зернових, вирощують також рис та цукрову тростину .

## Клімат
Місто знаходиться у зоні, котра характеризується кліматом напівпустель. Найтепліший місяць — травень із середньою температурою 35 °C (95 °F). Найхолодніший місяць — січень, із середньою температурою 24.4 °С (76 °F).
| Клімат Тіллабері        | Клімат Тіллабері | Клімат Тіллабері | Клімат Тіллабері | Клімат Тіллабері | Клімат Тіллабері | Клімат Тіллабері | Клімат Тіллабері | Клімат Тіллабері | Клімат Тіллабері | Клімат Тіллабері | Клімат Тіллабері | Клімат Тіллабері | Клімат Тіллабері |
| Показник                | Січ.             | Лют.             | Бер.             | Квіт.            | Трав.            | Черв.            | Лип.             | Серп.            | Вер.             | Жовт.            | Лист.            | Груд.            | Рік              |
| Абсолютний максимум, °C | 42               | 45               | 47               | 48               | 46               | 47               | 41               | 43               | 42               | 44               | 42               | 38               | 48               |
| Середній максимум, °C   | 30               | 34               | 37               | 40               | 40               | 38               | 35               | 33               | 35               | 37               | 35               | 31               | 36               |
| Середня температура, °C | 24               | 27               | 31               | 33               | 35               | 33               | 30               | 29               | 30               | 31               | 28               | 25               | 30               |
| Середній мінімум, °C    | 18               | 20               | 24               | 27               | 28               | 27               | 26               | 25               | 25               | 25               | 21               | 18               | 24               |
| Абсолютний мінімум, °C  | 8                | 6                | 10               | 13               | 18               | 20               | 18               | 20               | 20               | 16               | 15               | 9                | 6                |
| Днів з опадами          | 0                | 1                | 1                | 1                | 2                | 3                | 6                | 8                | 4                | 1                | 0                | 1                | 28               |
| Днів з дощем            | 0                | 1                | 1                | 1                | 2                | 3                | 6                | 8                | 4                | 1                | 0                | 1                | 28               |
| ----------------------- | ---------------- | ---------------- | ---------------- | ---------------- | ---------------- | ---------------- | ---------------- | ---------------- | ---------------- | ---------------- | ---------------- | ---------------- | ---------------- |
| Джерело: Weatherbase    |                  |                  |                  |                  |                  |                  |                  |                  |                  |                  |                  |                  |                  |